# سانو، توچیگی
سانو در استان توچیگی در کشور ژاپن  واقع شده‌است  که دارای جمعیت ۱۲۳٬۰۳۴ نفر و مساحت ۳۵۶٫۰۷ کیلومتر مربع با تراکم جمعیت ۳۴۶  نفر در کیلومترمربع است و در تاریخ ۲۸ فوریه ۲۰۰۵ به عنوان شهر شناخته شد.